# Thomas Spurgeon
Thomas Spurgeon (20 de setembro de 1856 - 17 de Outubro de 1917) foi um pregador Batista inglês do Tabernáculo Metropolitano, um dos dois filhos gêmeos não-idênticos do famoso pastor batista Charles Haddon Spurgeon (1834-1892).
Thomas e seu irmão gêmeo nasceram um mês antes da tragédia no jardim "Royal Surrey Gardens" em Kennington, 19 de outubro de 1856, enquanto seu pai estava pregando. Sua mãe, Susannah Spurgeon ficou inválida com 33 anos de idade, enquanto os garotos ainda eram adolescentes.
Depois de servir de algum tempo para um gravador, Thomas Spurgeon, como seu irmão Charles, decidiu dar a sua vida à pregação do evangelho. Mas sua saúde o impediu de permanecer na Inglaterra. Enquanto ele ainda era jovem, ele viajou para a Austrália, e passou um ano em trabalhos evangelísticos lá. Após o seu regresso à Inglaterra, foi decidido que ele deveria retornar a um clima melhor para sua saúde. Durante o início da década de 1880, ele pregou em muitos lugares na Austrália, assim 
como na Nova Zelândia, e, finalmente, decidiu aceitar o pastorado de uma igreja batista em Auckland, o Tabernáculo Batista de Auckland, onde a sua influência já estava se tornando amplamente sentida.
Thomas, eventualmente, retornou à Inglaterra após a morte de seu pai Charles em 1892 e se tornou pastor do Tabernáculo Metropolitano após um breve período de Arthur Tappan Pierson. Durante o pastorado de Thomas, de 1894 a 1909, o Tabernáculo sofreu um incêndio e ficou destruído em 1898, porém foi reconstruído em formato semelhante ao original mais tarde.